# Credința musulmană
În islam, credința (în arabă إِيمَان, transliterat: iman, cu sensul de credință sau crez) este un principiu teologic care denotă recunoașterea de către un credincios a modului de a vedea lumea și faptelor asociate cu religia musulmană.